# Andreas Brombierstäudl
Andreas Brombierstäudl (* 10. Juni 1915 in Nürnberg; † 20. September 2012 in Iphofen) war ein deutscher Lehrer und Heimatforscher. Brombierstäudl veröffentlichte eine Vielzahl von Büchern zur Stadt Iphofen im unterfränkischen Landkreis Kitzingen.

## Leben
Andreas Brombierstäudl wurde am 10. Juni 1915 in Nürnberg als Sohn eines Lehrers geboren. Er besuchte die Volksschule in seiner Geburtsstadt und legte sein Abitur am Humanistischen Gymnasium, dem heutigen Melanchthon-Gymnasium, in Nürnberg ab. Anschließend nahm er ein Studium an der Lehrerbildungsanstalt in Eichstätt auf, das er im Jahr 1936 als ausgebildeter Volksschullehrer verließ. Brombierstäudl wurde nach seiner Ausbildung zum Reichsarbeitsdienst eingezogen und kämpfte als Wehrmachtssoldat im Zweiten Weltkrieg. Erst 1945 konnte er nach kurzer Kriegsgefangenschaft in das Zivilleben zurückkehren. Die erste Station als Lehrer wurde eine Schule in der Oberpfalz. 1957 heiratete Brombierstäudl die Lehrerin Waltraud Riedel.
Im Jahr 1959 wurde Brombierstäudl Lehrer an der Iphöfer Volksschule. 1960 stieg Brombierstäudl zum Volksschulrektor in Iphofen auf. Er blieb hier zwischen 1960 und 1969 tätig. Nach seiner krankheitsbedingten, vorzeitigen Pensionierung blieb Brombierstäudl in Iphofen und begann mit der Neuordnung des Stadtarchivs, dem er als ehrenamtlicher Archivar vorstand. Vor der Gemeindegebietsreform war er daneben als Kreisarchivpfleger für den mittelfränkischen Landkreis Scheinfeld tätig. In dieser Zeit veröffentlichte er auch eine Vielzahl an Büchern zur Geschichte der Stadt Iphofen. Neben den Publikationen wirkte er auch in der Stadt. So geht der Wiederaufbau des Beinhauses St. Michael auf Brombierstäudl zurück. Andreas Brombierstäudl starb am 20. September 2012 mit 97 Jahren in Iphofen.

## Veröffentlichungen (Auswahl)
- mit Sepp Hopfner, Hanna Wellein: Das fränkische Weinstädtchen Iphofen. Iphofen 1965.
- 550 Jahre Schützengesellschaft Iphofen. Iphofen 1971.
- Kirchen der Stadt Iphofen (= Kleiner Kunstführer Nr. 333). Schnell und Steiner, Regensburg 1977, 11 Auflagen.
- Iphofen. Eine fränkische Kleinstadt im Wandel der Jahrhunderte. Iphofen 1983.
- Die Gemeinden Deutsch-Wernersdorf, Birkigt, Bodisch und Hutberg (= Dorfbücher des Kreises Braunau, Sudetenland Bd. 10). Forchheim 1985.
- Kleiner Führer durch Iphofen und seine Geschichte. Iphofen 1985.
- Iphofen. Ippiahoba, Iphahofe, Ypfhofen, Ippehoven, Yphoven. Jubeljahre im Leben einer Stadt. Iphofen 1991.
- Dies und das aus Iphofens Vergangenheit. Iphofen 1992.
- mit Hermann Großberger: Iphofen in alten Bildern. Iphofen 1997.

## Auszeichnungen
- 1975: Ehrenbürger der Stadt Iphofen[4]
- Kulturpreis des Steigerwaldklubs, für den Ausbau des Stadtarchivs Iphofen[5]